# Coen (Queensland)
Coen is een plaats in de Australische deelstaat Queensland en telt 253 inwoners (2006).